# Burg Lauterbach (Lauterbach)
Die Burg Lauterbach, auch Lauterbacher Schloss genannt, ist ein aus einer ehemaligen Burg entstandenes Renaissance-Schloss. Es steht in der Kreisstadt Lauterbach im Vogelsbergkreis in Hessen.

## Beschreibung
Erstmals urkundlich wurde die Burg 1266 bei der Erhebung Lauterbachs zur Stadt als ein „propugnaculum vel turrim“, ein „Bollwerk“ oder ein „Befestigungsturm“ zur Sicherung der westlichen Seite der Stadtbefestigungsanlage erwähnt. 1580 bis 1581 wurde das noch aus gotischer Zeit stammende Hauptgebäude zum Schloss mit Renaissanceportal ausgebaut und bekam einen Röhrenbrunnen. Das Schloss verfügt über ein Pächterhaus mit geschwungenen Giebel und ein Burgtor mit Cent und der gleichen Zahl im Wappenstein. Die Gestalt des Burghofs aus der zweiten Hälfte des 17. Jahrhunderts ist erhalten geblieben. 1848 wurde das Schloss während der Märzrevolution schwer beschädigt, sein Wiederaufbau erfolgte um 1887 in der heutigen Form.
Heute beherbergt die Burg die Verwaltung der Freiherren Riedesel zu Eisenbach mit dem riedeselschen Archiv.

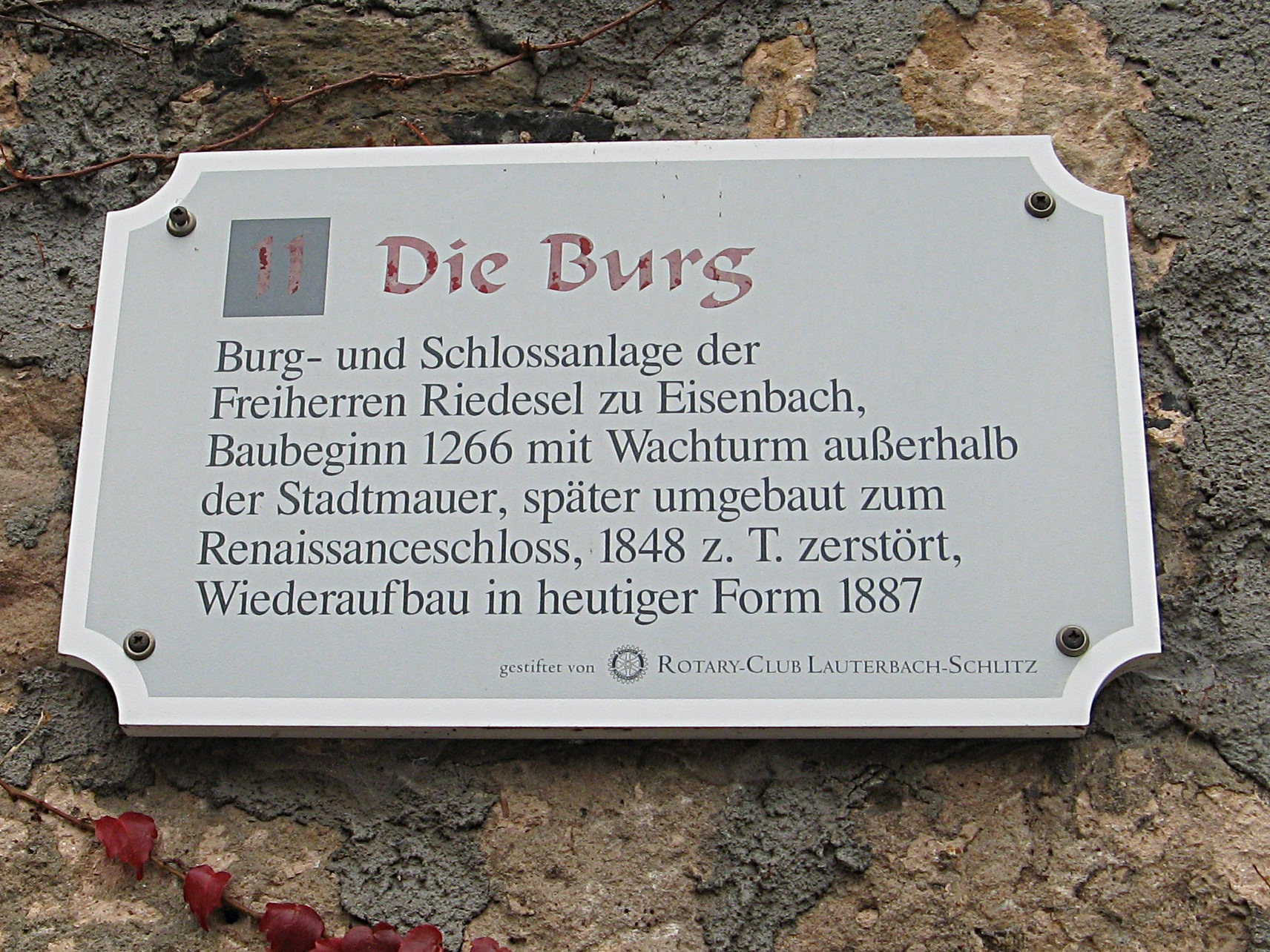
Informationstafel am Schlossgebäude
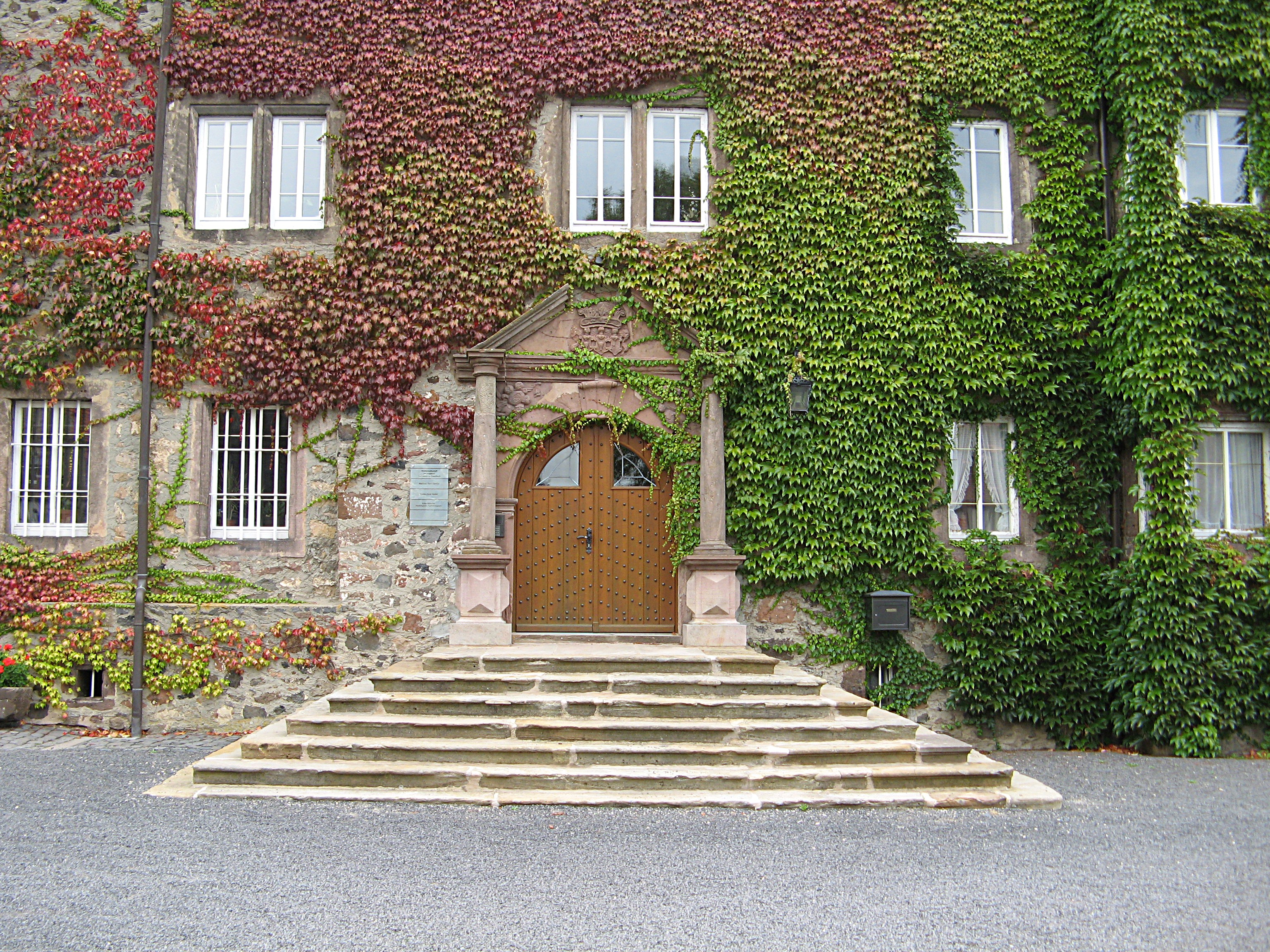
Eingangsportal mit Wappen
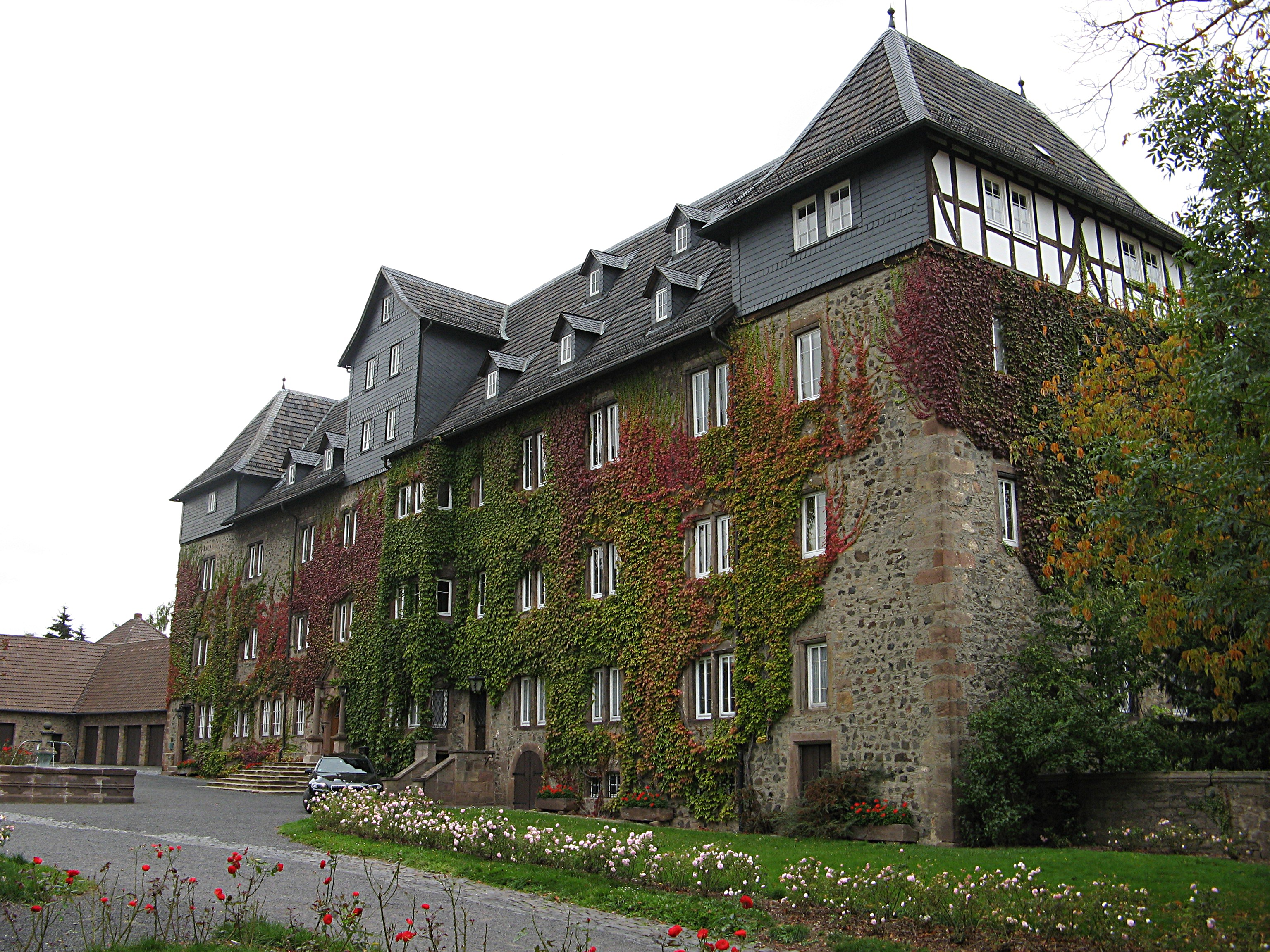
Seitenansicht mit dem Fachwerkaufsatz an den Seiten

## Persönlichkeiten
- Volpert Christian Riedesel zu Eisenbach (1710–1798), kursächsischer General der Infanterie, Gouverneur der Haupt- und Residenzstadt Dresden, Präsident des Generalkriegsgerichts, hier geboren